# Цимбохазма днепровская
Цимбоха́зма днепро́вская (лат. Cymbochāsma borysthēnica) — вид многолетних травянистых растений рода Цимбохазма семейства Норичниковые. Включена в Красные книги России и Украины.

## Ареал и среда обитания
Дизъюнктивный эндемик юго-запада европейской части России и Украины, реликтовый вид монотипного рода. Распространён в изолированных местонахождениях в Причерноморье на Украине и Ростовской области России.
Растёт одиночно или небольшими группами на открытых, часто крутых склонах, преимущественно на карбонатной почве.

## Описание
Многолетнее растение высотой от 5 до 10 см.
Листья линейно-ланцетные, заострённые.
Цветки немногочисленные, размещаются в пазухах нижних листьев, венчик жёлтый, снаружи беловато-пушистый, длиной от 25 до 30 мм, в два раза длиннее чашечки.
Цветёт в мае — июне, размножается семенами.

## Охрана
Помимо включения в национальные Красные книги, включена также в Красную книгу Ростовской области в России и в Красную книгу Донецкой области на Украине.